# Caw
Caw – wieś w Armenii, w prowincji Sjunik. W 2011 roku liczyła 74 mieszkańców.